# Peter Gustav Lejeune Dirichlet
Johann Peter Gustav Lejeune Dirichlet (ur. 13 lutego 1805 w Düren, zm. 5 maja 1859 w Getyndze) – niemiecki matematyk francuskiego pochodzenia.

## Życiorys
Był wykładowcą uniwersytetów we Wrocławiu, Berlinie i Getyndze. Jego prace dotyczą teorii liczb, szeregów liczbowych, analizy matematycznej, rachunku wariacyjnego i fizyki teoretycznej.
Udowodnił zbieżność szeregu Fouriera (warunki Dirichleta), jest autorem zasady szufladkowej Dirichleta. Jego nazwiskiem została nazwana funkcja charakterystyczna zbioru liczb wymiernych (funkcja Dirichleta), podawana jako standardowy przykład funkcji niecałkowalnej w sensie Riemanna. W 1855 otrzymał Pour le Mérite za Naukę i Sztukę.